# Engeløya

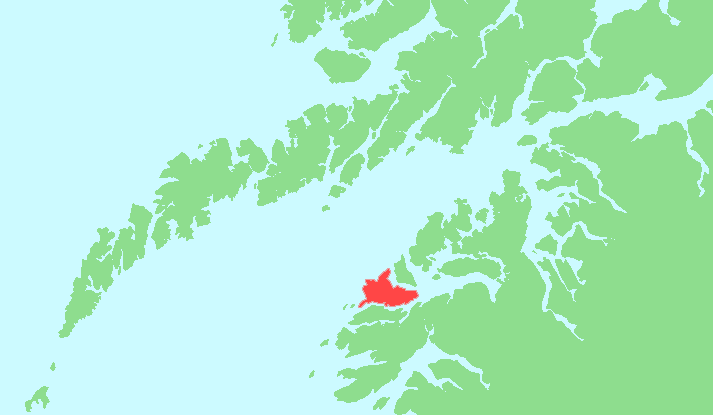
Engeløya på kartan.

Engeløya är en ö i Steigen kommun i Nordland fylke i Norge. 
Engeløya är en ö i norra delen av Steigen kommun i Nordlands fylke, Norge. Ön har en yta på 69 kvadratkilometer 69,25 km²
Engeløya är sammanbunden med fastlandet genom Engeløybroarna och riksväg 835. Engeløy flygplats, Grådussan, ligger på den nordvästra spetsen av ön. Steigens kyrka ligger på den sydvästra sidan av ön.

## Natur
Högsta punkten på Engeløya är Trohornet på 649 meter över havet. Den klippiga, bergiga ön har grässluttningar som är bördiga och den har några av de bättre jordbruksmarkerna i kommunen. Ön ligger i inloppet till Sagfjorden, strax söder om ön Lundøya. Engeløya har världens nordligaste hasselskog.

## Historia
Ön var boplats för hövdingar under vikingatiden och det finns många fornminnen på ön, särskilt i den sydvästra delen av ön. 1942 byggde tyskarna kustfästningen Batterie Dietl i Bø på Engeløya med tre 40,6 cm SK C/34 kanoner i Bø på Engeløya som en del av Atlantvallen.

## Steigen sagaspill
I Vollmoen Amfi sätts Steigen sagaspill upp vartannat år.

## Galleri

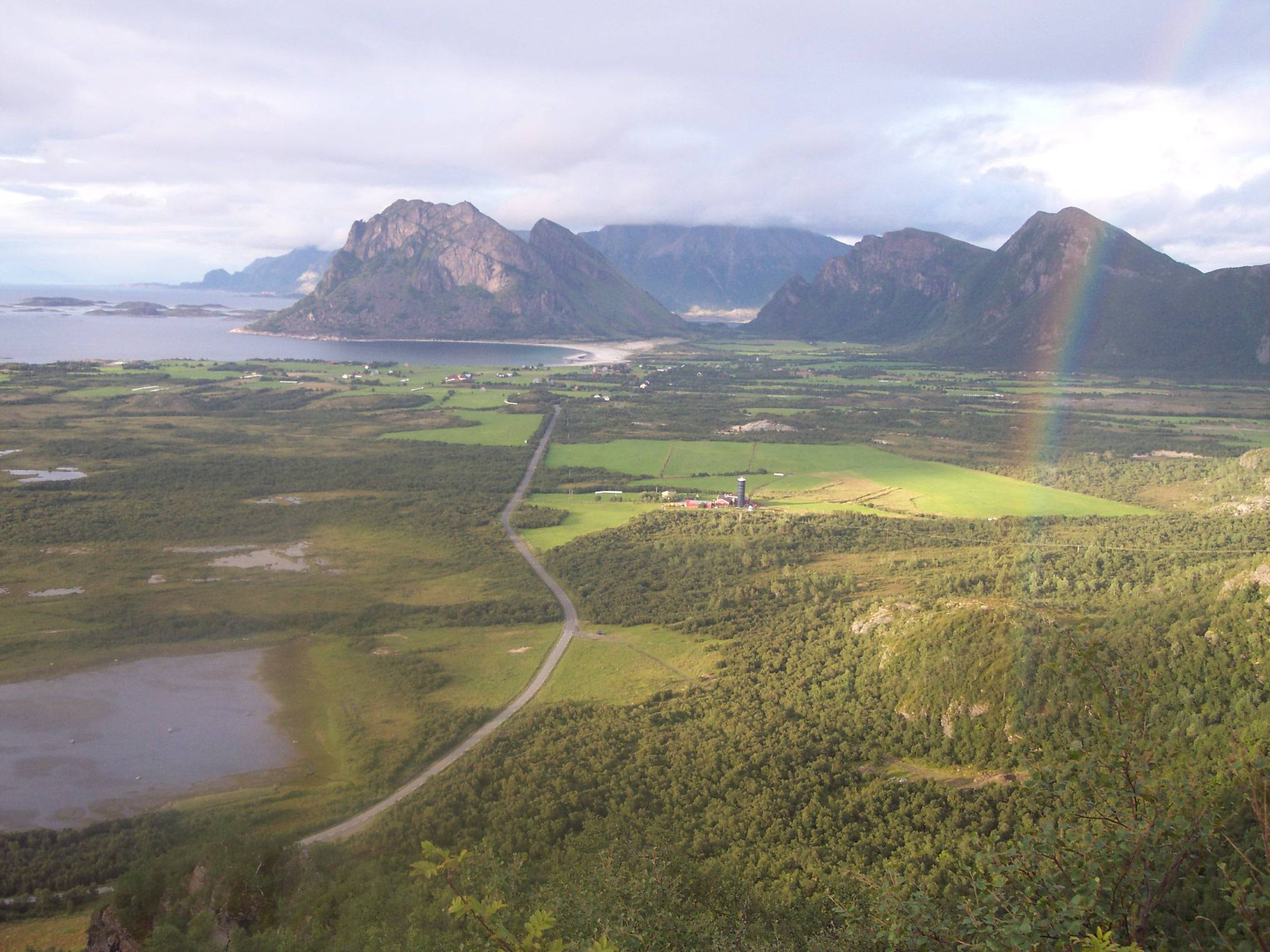
Skogsbruk och jordbruk på Engeløya
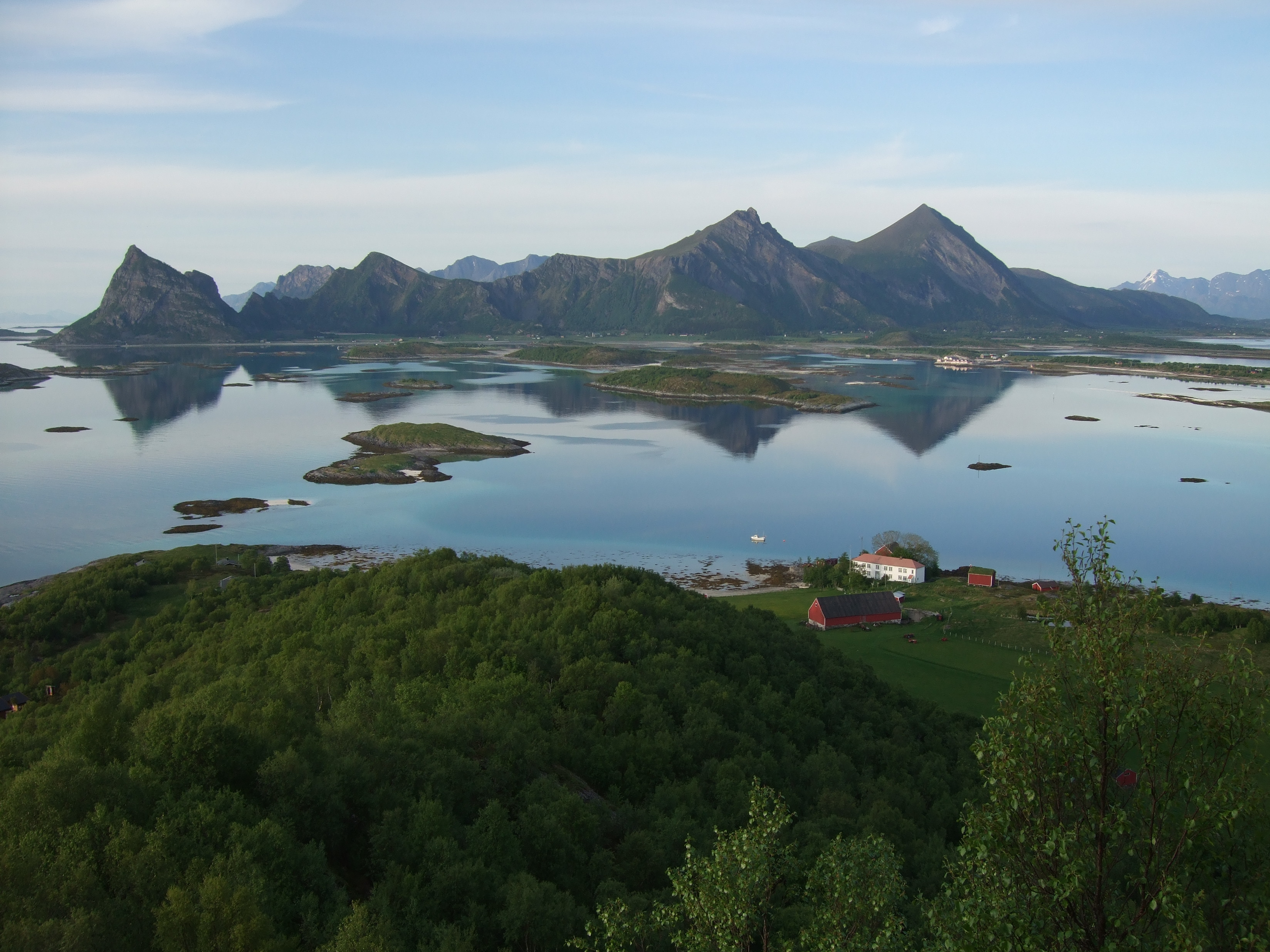
Engeløya i bacgrunden
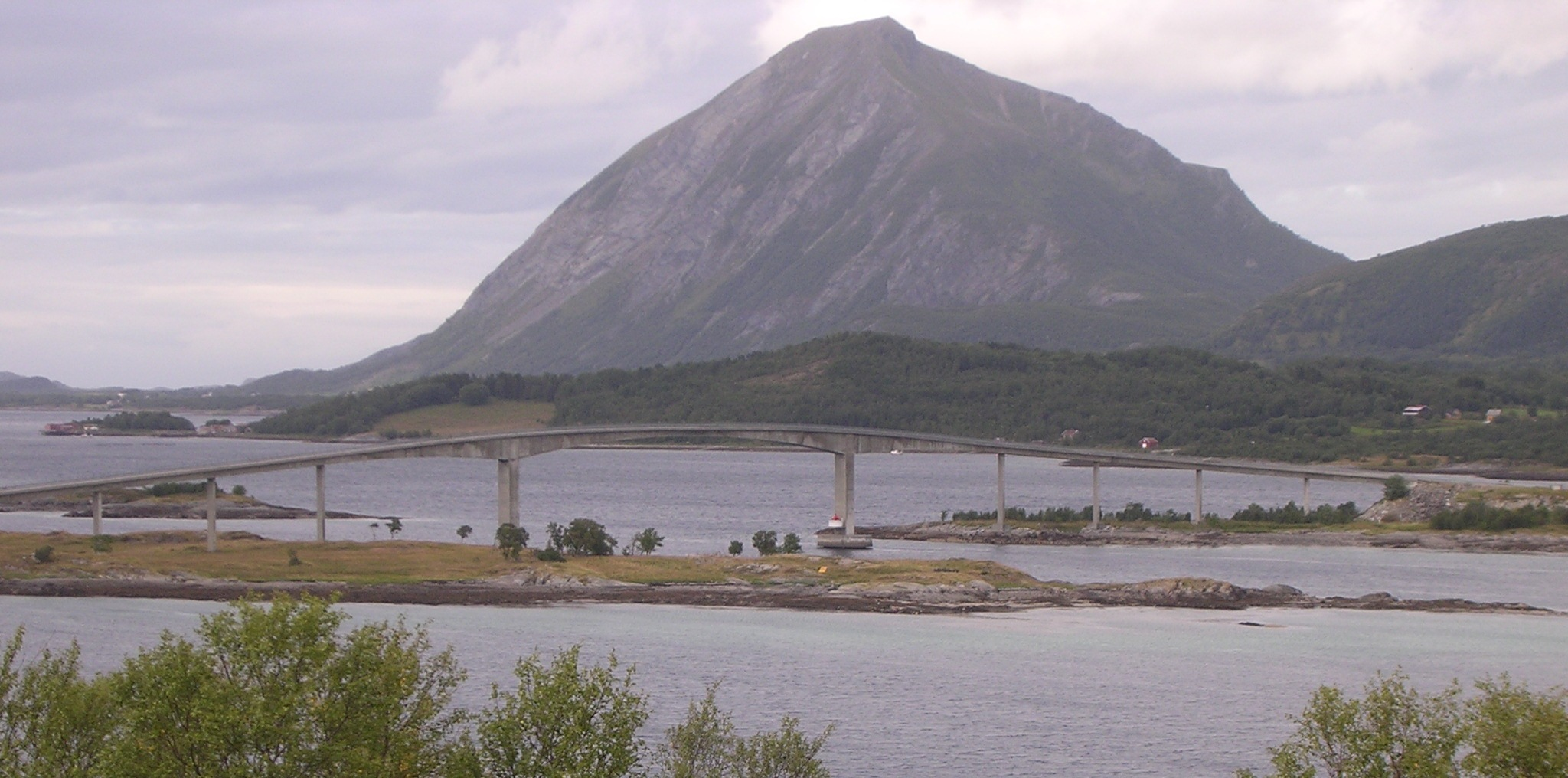
Utsikt mot Engeløyabron
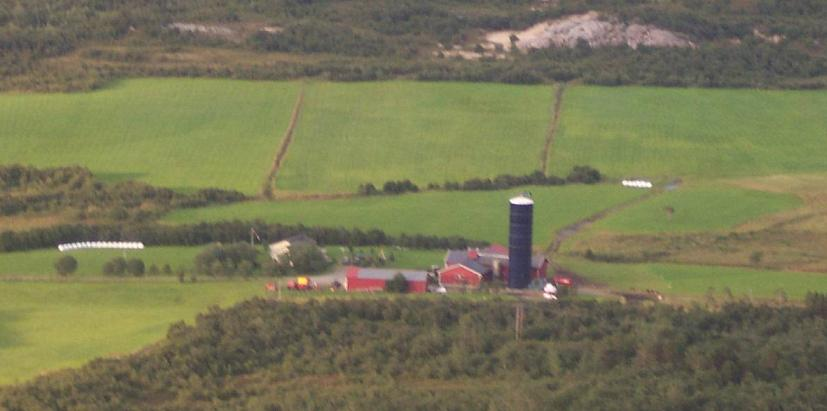
Bondgård på Engeløya